# Jenno Berckmoes
Jenno Berckmoes (Gante, 4 de febrero de 2001) es un deportista belga que compite en ciclismo en las modalidades de ruta y grava. Ganó una medalla de bronce en el Campeonato Europeo de Ciclismo en Grava de 2024.

## Medallero internacional
| Campeonato Europeo | Campeonato Europeo | Campeonato Europeo | Campeonato Europeo |
| Año                | Lugar              | Medalla            | Competición        |
| ------------------ | ------------------ | ------------------ | ------------------ |
| 2024               | Asiago (Italia)    | Medalla de bronce  | Individual         |

## Palmarés

### Ruta
2024
- 1 etapa de la Settimana Coppi e Bartali
- Clásica del Muro de Geraardsbergen

2025
- 1 etapa de la Vuelta a Bélgica

### Grava
2024
- 3.º en el Campeonato Europeo en Grava

## Resultados en Grandes Vueltas
| Carrera | Carrera         | 2022 | 2023 | 2024 | 2025 |
| ------- | --------------- | ---- | ---- | ---- | ---- |
|         | Giro de Italia  | —    | —    | —    | —    |
|         | Tour de Francia | —    | —    | —    | 66.º |
|         | Vuelta a España | —    | —    | —    | —    |

—: no participa
Ab.: abandono